# Palhais (Trancoso)
Palhais es una freguesia portuguesa del concelho de Trancoso, con 4,23 km² de superficie y 187 habitantes (2001). Su densidad de población es de 44,2 hab/km².